# Коловодник охотський
Коловодник охотський (Tringa guttifer) — вид сивкоподібних птахів родини баранцевих (Scolopacidae).

## Поширення
Птах гніздиться у східній частині Росії вздовж південно-західного та північного узбережжя Охотського моря в Магадані, Хабаровську, можливо, на західній Камчатці, а також на острові Сахалін. Його негніздовий ареал не повністю вивчений, але значна кількість була зареєстрована під час прольоту в Південній Кореї, материковому Китаї, Гонконгу та Тайвані, а на зимівлі у Бангладеш, Таїланді, Камбоджі, В'єтнамі та на півострові Малайзія.
Середовищем його розмноження є поєднання негустого модринового лісу (Larix) для гніздування, вологих прибережних лук, перемежованих купами коряг, і прибережних мулин, які використовуються дорослими особинами для годування. Зимуючі птахи зазвичай відвідують лимани, прибережні мулисті рівнини та низинні болота, а іноді й сирі луки, солончаки та рисові поля.